# Freyellidae
De Freyellidae zijn een familie van zeesterren in de orde Brisingida. De familie werd voor het eerst voorgesteld door Maureen Downey in haar revisie van de orde Brisingida in 1986.

## Geslachten
- Astrocles Fisher, 1917
- Belgicella Ludwig, 1903
- Colpaster Sladen, 1889
- Freyastera Downey, 1986
- Freyella Perrier, 1885
- Freyellaster Fisher, 1918